# Prosternon chrysocomum
Prosternon chrysocomum is een keversoort uit de familie kniptorren (Elateridae). De wetenschappelijke naam van de soort is voor het eerst geldig gepubliceerd in 1843 door Germar.